# ابوالفتح اصفهانی
ابوالفتح محمود بن محمد بن قاسم اصفهانی ریاضی‌دان ایرانی است که در قرن چهارم هجری می‌زیست. احتمالاً در حدود ۹۸۲ میلادی برآمد. او علاوه بر تبحر در ریاضی مترجم مشهوری نیز بود. وی کتاب المخروطات آپولینیوس را که پیش از او به عربی ترجمه شده بود تکمیل کرد.